# نادي بشكتاش لكرة السلة للسيدات
نادي بشكتاش لكرة السلة للسيدات (بالتركية: Beşiktaş)‏ هو فريق كرة سلة تركي للسيدات تأسس في سنة 1903 يقع مقره في إسطنبول. يلعب في الدوري التركي لكرة السلة للسيدات.

## الإنجازات

### المنافسات الوطنية
- الدوري التركي لكرة السلة للسيدات
  - البطولة (3): 1984، 1985، 2005
  - الوصافة (3): 1986، 2006، 2007
- كأس تركيا لكرة السلة للسيدات
  - الوصافة (4): 1997، 2002، 2005، 2007
- كأس الرئيس التركي
  - البطولة (1): 2006
  - الوصافة (2): 2005، 2007

### المنافسات الدولية
- كأس أوروبا لكرة السلة للسيدات
  - ربع النهائي (3): 2006، 2015، 2016

## وصلات خارجية
- الموقع الرسمي